# Allium decaisnei
Allium decaisnei là một loài thực vật có hoa trong họ Amaryllidaceae. Loài này được C.Presl mô tả khoa học đầu tiên năm 1845.